# Alfons Miàs
Alphonse Mias (Palalda, Amélie-les-Bains-Palalda, 1903-Barcelona, 1950), más conocido como Alfons Miàs, con el nombre en catalán con el cual él mismo firmaba , fue un político y escritor francés, considerado el padre del catalanismo en el Rosellón francés, que dedicó su vida a la defensa y promoción de la lengua y cultura catalanas y a la lucha por la unidad política de Cataluña y esta zona francesa.
Ideólogo, Miàs está considerado como el «apóstol» del catalanismo en los territorios catalanoparlantes de Francia en la década de 1930. Fue el creador del término Cataluña del Norte (Catalunya del Nord, Catalogne du Nord) para designar a dichos territorios conocidos en Francia como Roussillon. En un principio con ideología próxima a Action française, se convirtió al catalanismo en 1930 a raíz de su boda con una joven barcelonesa. Empezó a dar a conocer sus convicciones en el diario local Le Courrier de Céret.
Miàs fue también un pedagogo, no solo impartiendo cursos públicos y gratuitos de catalán en 1933 en Amélie-les-Bains-Palalda en una época en que dicha lengua estaba prohibida, sino también gracias a sus publicaciones: Histoire résumée de la Catalogne Française en 1933 y Roussillonais sauve ta langue, il est encore temps en 1935, dos obras pancatalanistas que pretendían desmitificar la historia oficial francesa que los roselloneses aprendían en la escuela y defender la unidad lingüística y cultural de los territorios de lengua catalana. Fue también un ferviente defensor de la aplicación de las normas lingüísticas unitarias del Instituto de Estudios Catalanes.
Fundó el primer movimiento nacionalista catalán en Francia, la «Joventut Catalanista de Rosselló, Conflent, Vallespir, Cerdanya i Capcir» en la década de 1930. Creó y fue el redactor en jefe de la revista catalanista Nostra Terra, en el verano de 1936, la cual agrupó a jóvenes intelectuales norcatalanes como Abdon Poggi, Jean Amade, Louis Basseda, Roger Grau, Josep-Sebastià Pons, Enric Guiter o Pierre Ponsich. Esta publicación llegó a contar con más de mil abonados y tres años de vida.
Buen conocedor de la lengua occitana, se unió al ideal de comunidad catalano-occitana escribiendo en la revista Occitània y convirtiéndose en miembro del movimiento occitanista Felibritge en el Rosellón.
Ejerció de secretario del ayuntamiento de Palalda durante la Segunda Guerra Mundial y, en 1944, sabedor de que iba a ser detenido por colaboracionismo con el régimen de Vichy y los alemanes, huyó a la España franquista, donde fue ayudado por su familia política. Se estableció en Barcelona, donde murió en 1950 en el olvido.

## Obras
- Histoire résumée de la Catalogne Française, 1933
- Roussillonais sauve ta langue, il est encore temps, 1935